# سیارک ۱۲۷۵۲
سیارک ۱۲۷۵۲ (به انگلیسی: 12752 Kvarnis، نامگذاری:1993FR35)۱۲۷۵۲مین سیارک کشف شده‌است که در ۱۹ مارس ۱۹۹۳ کشف شد.